# Districtul Robbah
Robbah este un district din provincia El Oued, Algeria.